# Marta Domínguez
Marta Domínguez Azpeleta (ur. 3 listopada 1975 w Palencii) – hiszpańska lekkoatletka specjalizująca się w biegach długodystansowych.
Trzykrotna uczestniczka igrzysk olimpijskich (Atlanta 1996, Sydney 2000 i Pekin 2008). Medalistka mistrzostw świata oraz czempionatu Starego Kontynentu. Medale imprez mistrzowskich zdobywała już jako juniorka. W 2009 wygrała plebiscyt European Athletics na najlepszą lekkoatletkę Europy.

## Kariera
W 1992 roku zwyciężyła w biegu na 1500 metrów podczas igrzysk młodzieży szkolnej. Rok później została mistrzynią Europy juniorek, a w 1994 wywalczyła wicemistrzostwo globu juniorek w biegu na 1500 metrów. Pierwszy sukces w karierze seniorskiej odniosła w 1996 zdobywając brązowy medal halowych mistrzostw Europy w biegu na 3000 metrów. Po tym wyczynie, latem 1996, bez sukcesów rywalizowała w biegu na 1500 metrów podczas igrzysk olimpijskich. Trzecia zawodniczka w biegu na 5000 metrów na młodzieżowym czempionacie Starego Kontynentu w 1997. Zdobyła brązowe krążki halowych mistrzostw Europy w biegu na 3000 metrów oraz mistrzostw Europy na stadionie w biegu na 5000 metrów w sezonie 1998. Drugi brązowy medal halowego czempionatu Europy w biegu na 3000 metrów zdobyła w 2000 roku – później odpadła w eliminacjach igrzysk olimpijskich w Sydney w biegu na 5000 metrów. Wicemistrzyni świata w biegu na 5000 metrów z Edmonton (2001). W 2002 została halową mistrzynią Europy w bieg na 3000 metrów oraz mistrzynią Europy na otwartym stadionie w bieg na dystansie 5000 metrów. Halowa wicemistrzyni globu z 2003 w biegu na 3000 metrów. Drugie wicemistrzostwo świata zdobyła w Paryżu latem 2003 roku. W związku z kontuzją opuściła igrzyska olimpijskie w Atenach, a po powrocie do sportu w 2005 zajęła 14. miejsce na mistrzostwach świata w biegu na 5000 m. Drugi tytuł mistrzyni Europy na otwartym stadionie w 2006 na dystansie 5000 m (ustanawiając przy okazji rekord mistrzostw) – po zdobyciu złotego medalu została najbardziej utytułowaną lekkoatletką Hiszpanii w historii. Na tych mistrzostwach pobiła także rekord Hiszpanii w biegu na 10 000 metrów, który ukończyła jako siódma. W 2007 zdobyła srebrny medal w biegu na 3000 metrów na halowych mistrzostwach Europy. Na igrzyskach olimpijskich w Pekinie (2008) wystartowała w biegu na 3000 metrów z przeszkodami nie dobiegając do mety w finale. W 2009 między innymi dzięki zdobyciu złotego medalu w biegu na 3000 metrów z przeszkodami na mistrzostwach świata w Berlinie została wybrana Europejską Lekkoatletką Roku w plebiscycie organizowanym przez European Athletics. Rok później 2010 została wicemistrzynią Europy w biegu na 3000 metrów z przeszkodami. W grudniu 2010 Domínguez została zatrzymana przez Straż Obywatelską w związku z operacją Szary Pies wymierzoną w sportowców stosujących niedozwolone środki dopingujące. W wyniku tych wydarzeń została zawieszona w prawach wiceprezesa Hiszpańskiego Królewskiego Związku Lekkiej Atletyki. Zawodniczka zaprzeczyła jakoby przyjmowała niedozwolone środki.

## Osiągnięcia

### Międzynarodowe

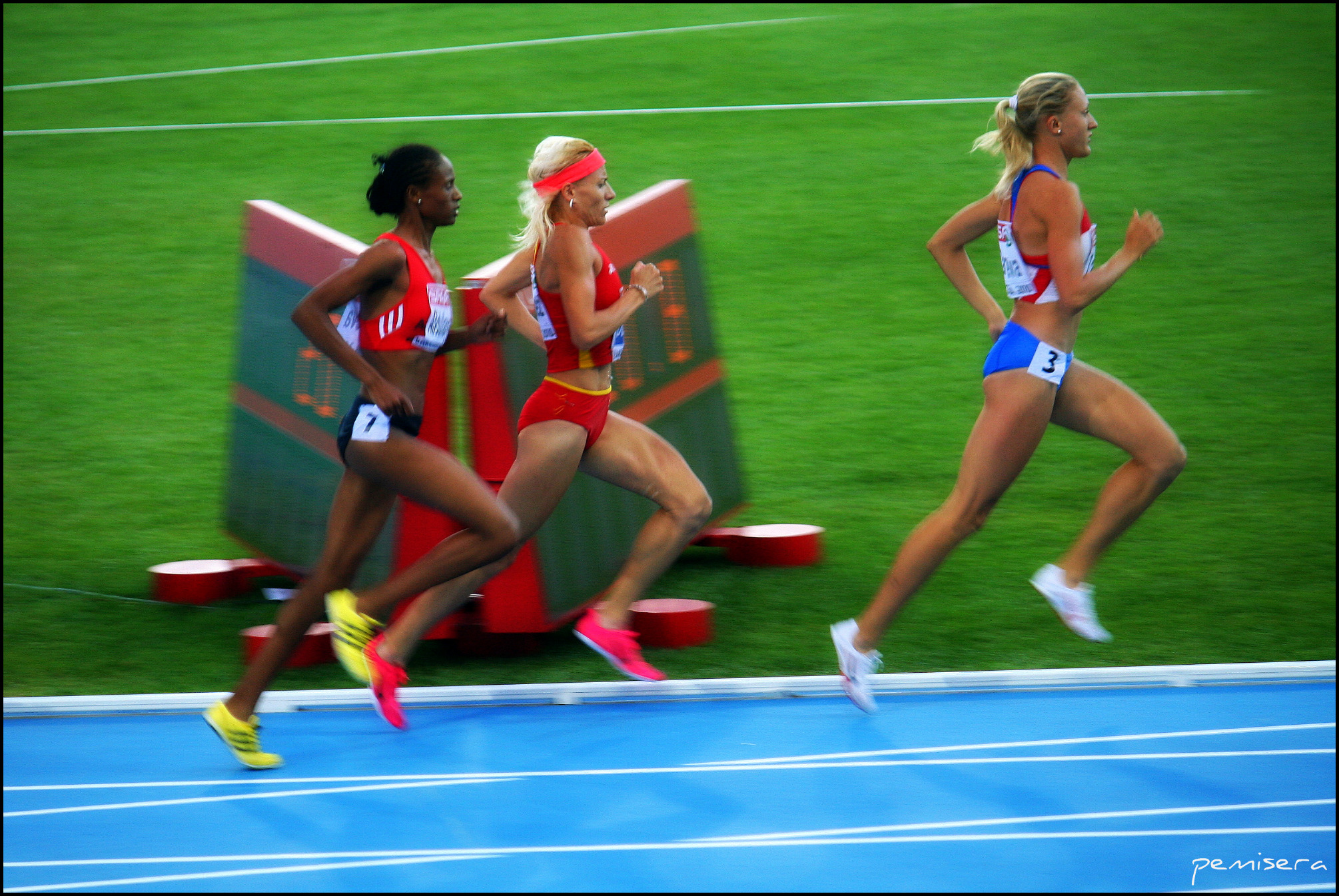
Marta Domínguez (w środku) podczas mistrzostw Europy w Barcelonie (2010)

| Rok  | Zawody                                  | Miejsce                     | Pozycja | Dystans                 |
| ---- | --------------------------------------- | --------------------------- | ------- | ----------------------- |
| 1992 | Europejskie igrzyska młodzieży szkolnej | Caen, Francja               | 1       | 1500 m                  |
| 1993 | Mistrzostwa Europy juniorów             | San Sebastián, Hiszpania    | 1       | 1500 m                  |
| 1994 | Mistrzostwa świata juniorów             | Lizbona, Portugalia         | 2       | 1500 m                  |
| 1996 | Halowe Mistrzostwa Europy               | Sztokholm, Szwecja          | 3       | 3000 m                  |
| 1997 | Młodzieżowe Mistrzostwa Europy          | Turku, Finlandia            | 3       | 5000 m                  |
| 1998 | Halowe Mistrzostwa Europy               | Walencja, Hiszpania         | 3       | 3000 m                  |
|      | Mistrzostwa Europy                      | Budapeszt, Węgry            | 3       | 5000 m                  |
| 2000 | Halowe Mistrzostwa Europy               | Gandawa, Belgia             | 3       | 3000 m                  |
| 2001 | Halowe Mistrzostwa Świata               | Lizbona, Portugalia         | 4       | 3000 m                  |
|      | Mistrzostwa Świata                      | Edmonton, Kanada            | 2       | 5000 m                  |
| 2002 | Halowe Mistrzostwa Europy               | Wiedeń, Austria             | 1       | 3000 m                  |
|      | Mistrzostwa Europy                      | Monachium, Niemcy           | 1       | 5000 m                  |
|      | Puchar świata                           | Madryt, Hiszpania           | 2       | 5000 m                  |
| 2003 | Halowe Mistrzostwa Świata               | Birmingham, Wielka Brytania | 2       | 3000 m                  |
|      | Mistrzostwa Świata                      | Paryż, Francja              | 2       | 5000 m                  |
| 2004 | Halowe Mistrzostwa Świata               | Budapeszt, Węgry            | 4       | 3000 m                  |
| 2006 | Mistrzostwa Europy                      | Göteborg, Szwecja           | 1       | 5000 m                  |
| 2007 | Halowe Mistrzostwa Europy               | Birmingham, Anglia          | 2       | 3000 m                  |
|      | Mistrzostwa Europy w przełajach         | Toro, Hiszpania             | 1       | Bieg przełajowy (ind.)  |
|      | Mistrzostwa Europy w przełajach         | Toro, Hiszpania             | 1       | Bieg przełajowy (druż.) |
| 2009 | Mistrzostwa Świata                      | Berlin, Niemcy              | 1       | 3000 m z przeszkodami   |
| 2010 | Mistrzostwa Europy                      | Barcelona, Hiszpania        | 2       | 3000 m z przeszkodami   |

### Krajowe
Domínguez dziewięć razy zdobyła mistrzostwo Hiszpanii na otwartym stadionie:
- Bieg na 1500 m – 1996[12]
- Bieg na 5000 m – 1998[12], 1999[12], 2000[12], 2001[12], 2002[12], 2003[12]
- Bieg na 10 000 m – 2006[12]
- bieg przełajowy – 2006[12]

Dziewięciokrotnie zdobywała halowe mistrzostwo Hiszpanii na 3000 m: w 1995, 1996, 1997, 1998, 2000, 2001, 2002, 2003 i 2004.

## Rekordy życiowe
Lekkoatletka jest aktualną rekordzistką kraju w biegach na 3000 metrów, 5 kilometrów, 10 000 metrów oraz na 3000 metrów z przeszkodami.
| Konkurencja                   | Data             | Miejsce   | Czas     |
| ----------------------------- | ---------------- | --------- | -------- |
| Bieg na 800 m                 | 8 czerwca 1996   | Zamora    | 2:03,36  |
| Bieg na 1500 m                | 9 lipca 2010     | Barcelona | 4:04,27  |
| Bieg na 3000 m                | 11 sierpnia 2000 | Zurych    | 8:28,80  |
| Bieg na 5000 m                | 26 sierpnia 2003 | Paryż     | 14:48,33 |
| Bieg na 10 000 m              | 7 sierpnia 2006  | Göteborg  | 30:51,69 |
| Bieg na 3000 m z przeszkodami | 17 sierpnia 2009 | Berlin    | 9:07,32  |
| Bieg na 1500 m (hala)         | 9 lutego 2002    | Sewilla   | 4:07,69  |
| Bieg na 3000 m (hala)         | 10 marca 2001    | Lizbona   | 8:40,98  |